# آیوپایا
آیوپایا (به اسپانیایی: Independencia) یک شهر در بولیوی است که در استان آیوپایا واقع شده‌است. آیوپایا ۲٬۰۱۴ نفر جمعیت دارد.